# خوسيه آبرو
خوسيه آبرو هو لاعب كرة قاعدة كوبي، ولد في 29 يناير 1987 في Cruces, Cuba ‏ في كوبا.

## وصلات خارجية
- خوسيه آبرو على موقع دوري كرة القاعدة الرئيسي (الإنجليزية)
- خوسيه آبرو على موقعبيزبول رفرنس.كوم (الدوري الرئيسي) (الإنجليزية)
- خوسيه آبرو على موقعبيزبول رفرنس.كوم (الدوري الثانوي) (الإنجليزية)
- خوسيه آبرو على موقع إي إس بي إن.كوم (أم.أل.بي) (الإنجليزية)
- خوسيه آبرو على موقع مشجعي الرسوم البيانية (الإنجليزية)